# Cip e Ciop all'abbordaggio
Cip e Ciop all'abbordaggio (Chips Ahoy) è un film del 1956 diretto da Jack Kinney. È un cortometraggio animato della serie Donald Duck, prodotto dalla Walt Disney Productions, uscito negli Stati Uniti il 24 febbraio 1956 e distribuito dalla RKO Radio Pictures. È stato distribuito anche con i titoli Cip e Ciop e l'isola del tesoro e Olé Chips!, oltre ad essere l'ultimo con protagonisti Cip e Ciop e con antagonista Paperino, e l'ultimo corto della Disney distribuito dalla RKO, che ha chiuso tre anni dopo la distribuzione del corto.

## Trama
Cip e Ciop litigano per il possesso di una ghianda, che finisce nel laghetto sottostante. In quel frangente i due vedono un albero con tante ghiande su un isolotto in mezzo al laghetto e decidono di raggiungerlo, usando una barca in miniatura. La barchetta è però di Paperino che, dopo essersela ripresa con una canna da pesca, si diverte a infastidire Cip e Ciop, i quali tuttavia scoprono l'inganno. Ciop riesce però a legare il papero e i due si riprendono la barchetta. Mentre gli scoiattoli raggiungono l'isolotto, Paperino riesce a liberarsi e cerca di raggiungerli con varie barche, ma Ciop le ha rese tutte inutilizzabili. Cip e Ciop quindi arrivano all'isola, prendono le ghiande e ritornano al loro albero. Paperino invece si ritrova bloccato sull'isolotto e abbatte l'albero per costruirne una canoa, con le risate di Cip e Ciop.

## Distribuzione

### Edizioni home video

#### VHS
- Cartoons Festival II (settembre 1982[1], riedita nel 1985 con il titolo Cartoons Disney 2[2])
- Cartoons Disney 6 (dicembre 1985)[3]